# Thryptomene saxicola
Thryptomene saxicola är en myrtenväxtart som först beskrevs av Allan Cunningham och William Jackson Hooker, och fick sitt nu gällande namn av Johannes Conrad Schauer. Thryptomene saxicola ingår i släktet Thryptomene och familjen myrtenväxter. Inga underarter finns listade i Catalogue of Life.